# TickIT
TickIT es un programa de certificación de administración de la calidad para el software, apoyado sobre todo por el Reino Unido y las industrias suecas de software.

## Introducción
Además de mejorar la calidad del software, uno de los principios de TickIT es mejorar y regular el comportamiento de auditores que trabajan en el sector de tecnología de información a través de entrenamiento, y la certificación subsiguiente de auditores. El registro internacional de auditores certificados maneja el registro para los auditores de TickIT.
Las organizaciones de desarrollo del software que buscan la certificación de TickIT se les requiere demostrar conformidad con las normas ISO 9001:2000. El objetivo principal era proveer de industria un marco práctico para la gerencia de la calidad del desarrollo del software desarrollando procedimientos más eficaces de la certificación del sistema de gerencia de la calidad. Estos implicados:
- Publicación de material guía para asistir a organizaciones de software a interpretar los requisitos de ISO 9001.
- Entrenamiento, selección y registro de auditores con capacidad y experiencia en TI.
- Introducción de reglas para la acreditación de cuerpos de certificación en el sector del software.

## Guía de TickIT
- Pieza A: introducción a TickIT y al proceso de la certificación, esto presenta la información de carácter general sobre la operación de TickIT y cómo se relaciona con otras iniciativas de la calidad tales como mejora de proceso.
- Parte B: dirección para los clientes, esto describe las ediciones referentes a la certificación del sistema de gerencia de la calidad en el campo del software del punto de vista del cliente que está iniciando un proyecto de desarrollo, y explica cómo el cliente puede contribuir a la calidad de los productos y de los servicios entregados.
- Parte C: dirección para los proveedores, esto presenta la información y la dirección al software y al servicio del software que proporcionan las organizaciones, incluyendo en reveladores de la casa, en la construcción de sus sistemas de gerencia de la calidad usando los procedimientos de TickIT. Esta parte también indica cómo las organizaciones pueden determinar y mejorar la eficacia de sus sistemas de gerencia de la calidad.
- Parte D: dirección para los auditores, esto da la dirección a los interventores en la conducta de gravámenes usando los procedimientos de TickIT.
- Parte E: requisitos del sistema de gerencia de la calidad del software - perspectiva de los estándares, esto contiene la dirección para ayudar a organizaciones produciendo productos de software y proporcionando servicios software relacionados para interpretar los requisitos de ISO 9001:2000 del EN de BS. Sigue la secuencia de la cláusula del estándar.
- Parte F: requisitos del sistema de gerencia de la calidad del software - perspectiva de proceso, esto identifica y elabora sobre la buena práctica requerida para proporcionar control eficaz y continuo de un sistema de gerencia de la calidad del software. Se organiza alrededor de los procesos básicos requeridos para el desarrollo, el mantenimiento y la ayuda del software y sigue la estructura precisada en ISO/IEC 12207:1995.